# Hermann Florstedt
Hermann Florstedt (1895 - 1945) était un colonel SS allemand, sous le Troisième Reich. Il fut commandant du camp de Majdanek.

## Biographie
Hermann Florstedt naît le 18 février 1895 à Bitche, en Lorraine, où son père est militaire. Il suit sa scolarité à Eisleben et s'engage très tôt dans le régiment de hussards du Corps de la Garde à Potsdam. Au cours de la Première Guerre mondiale, Florstedt reçoit la Croix de fer. Il combat en France, puis sur le front Russe, où il est fait prisonnier. Là, il a un enfant avec une femme russe. Après la guerre, il se marie en 1922 à Weimar. Il devient alors membre de l'organisation Stahlhelm, Bund der Frontsoldaten.
En 1931, Hermann Florstedt devient membre du parti nazi NSDAP. Promu SS-Hauptsturmführer, capitaine SS, il intègre le 73e régiment SS « Mittelfranken » à Ansbach le 1er avril 1934. En août 1935, il est promu SS-Obersturmbannführer, lieutenant-colonel SS, et commande le 14e SS-Reiterstandarte à Karlsruhe, poste qu’il conserve jusqu’en mars 1936. Un rapport signé par Hans-Adolf Prützmann décrit Florstedt comme « loyal, honnête, clair, ouvert, joyeux, solide et énergique, très indépendant, homme d'esprit, l'esprit clair, avec une bonne éducation ». S’adonnant à la boisson, Hermann Florstedt est tout de même transféré pour des raisons disciplinaires en mars 1936 à Cassel. Là, il commande la 35e SS-Standarte à partir du 1er janvier 1937, poste qu’il conservera jusqu’au 1er janvier 1943. En avril 1938, Hermann Florstedt est promu SS-Standartenführer, colonel SS.
En septembre 1939, il s'installe à Weimar pour servir au camp de concentration de Buchenwald. Là, il est chef de "block". Il passe pour quelqu’un d’« extrêmement fier et arrogant ». Richard Glücks de l’Inspection des camps de concentration le nomme au poste de Schutzhaftlagerführer, une position dans laquelle Florstedt n’avait plus de contact direct avec les gardiens du camp. En juillet 1940, Florstedt sert pendant trois mois dans le camp de concentration de Sachsenhausen. Il retourne à Buchenwald, où il est considéré par les prisonniers comme « brutal et peu prévisible ». Il fait chanter des chants antisémites et insultants aux prisonniers. En octobre 1941, il prive le camp de nourriture pendant un jour avant de brimer des prisonniers soviétiques. À partir de 1941, Florstedt est commandant adjoint du camp de Buchenwald. Il est transféré de juin 1942 à septembre 1942 dans le camp de concentration de Mauthausen.
De la fin de novembre 1942 à octobre 1943 Florstedt commande le camp d'extermination de Majdanek, à Lublin. S’il avait le grade SS de Standartenführer depuis le 20 avril 1938, Florstedt ne fut promu Sturmbannführer dans la Waffen-SS que le 20 avril 1942. Compromis dans une affaire de corruption, Florstedt est arrêté le 25 octobre 1943, soupçonné de détournement de fonds et d’autres crimes graves aux yeux des nazis.
Les circonstances de sa disparition restent troubles. Exécuté par un tribunal SS après avoir été reconnu coupable, assassiné sur ordre d’Himmler, le 15 avril 1945, ou en fuite après s’être évadé de prison à Weimar, le mystère de sa disparition reste entier.

## Décorations
- Ehrendegen des RF SS / Totenkopfring der SS.

## Sources
- Peter Lindner: Hermann Florstedt : SS-Führer und KZ-Lagerkommandant ; ein Lebensbild im Horizont der Familie, Gursky, Halle/Saale, 1997.